# Tatsuya Yamashita
Tatsuya Yamashita (山下 達也, Yamashita Tatsuya) est un footballeur japonais né le 7 novembre 1987 à Hyōgo. Il évolue au poste de défenseur central.

## Biographie
Avec le club du Cerezo Osaka, il participe à la Ligue des champions d'Asie en 2014. Lors de cette compétition, il inscrit un doublé contre l'équipe thaïlande de Buriram United. Le Cerezo Osaka est éliminé en huitièmes de finale par le club chinois du Guangzhou Evergrande.